# Sappoptyelus jozanus
Sappoptyelus jozanus är en insektsart som beskrevs av Matsumura 1942. Sappoptyelus jozanus ingår i släktet Sappoptyelus och familjen spottstritar. Inga underarter finns listade i Catalogue of Life.